# Diego Bastos Ribeiro
Diego Bastos Ribeiro (sinh ngày 20 tháng 3 năm 1988) là một cầu thủ bóng đá người Brasil.

## Sự nghiệp câu lạc bộ
Diego Bastos Ribeiro đã từng chơi cho Kyoto Purple Sanga.